# Lena Madesin Phillips
Lena Madesin Phillips (15 de septiembre de 1881-22 de mayo de 1955) fue una abogada y activista de Nicholasville, Kentucky, que fundó los Clubes Nacionales de Mujeres Profesionales y Empresariales en 1919. Amplió su círculo viajando también a Europa y en 1930 fundó la Federación Internacional de Mujeres Empresarias y Profesionales. Phillips fue durante años presidenta de ambas organizaciones y continuó trabajando por los derechos de las mujeres empresarias hasta el final de su vida.
Escribió numerosos artículos al servicio de estas causas, además de dictar conferencias con frecuencia. Phillips también trabajó en dos revistas: Independent Women of NBPW y Pictorial Review.

## Antecedentes y primeros años

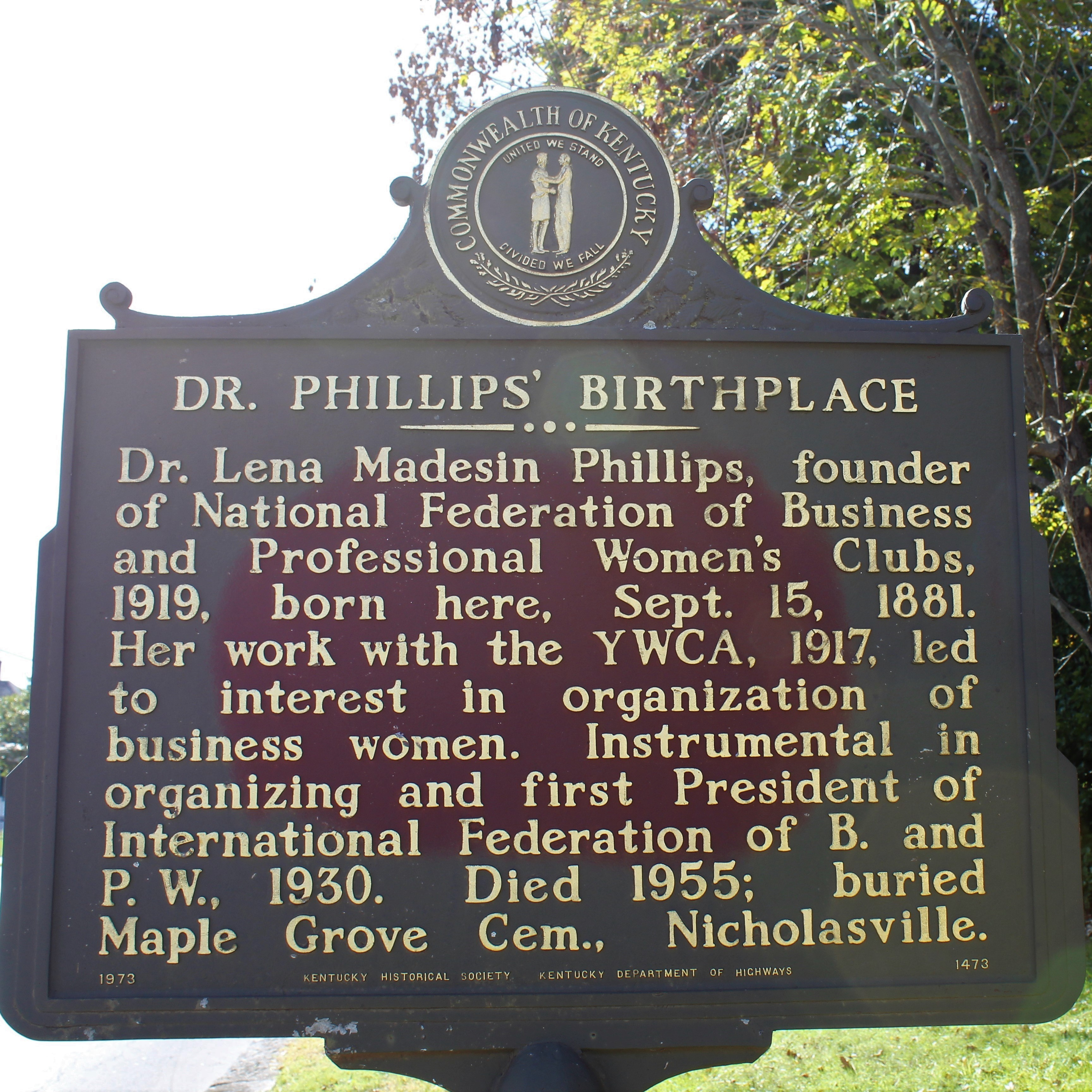
Placa en Nicholasville, Kentucky, donde se recuerda el nacimiento en esa localidad Lena Madesin Phillips.

Anna Lena Phillips nació el 15 de septiembre de 1881 en Nicholasville, Kentucky; era hija de William Henry Phillips (1838-1933), juez del condado de Jessamine, Kentucky, y de su segunda esposa Alice Phillips (de soltera Shook), con quien el juez se había casado en 1880. El nombre de la niña era un homenaje a la primera esposa de su padre, Selina (también conocida como Lena). El resto de hermanos (nacidos de la primera esposa de su padre) eran George M (Madesin) (nacido en 1863), Arthur (nacido en 1866), Florence (nacido en 1868) y Fleming (nacido en 1870). El primer hijo de su padre murió cuando era un bebé.
Desde muy joven, Phillips mostró su afán por evitar los mandatos de género que exigía la época y demostró un gran interés por conseguir una buena educación formal. Esta la inició a los 7 años en el Jessamine Female Institute, donde también inició su formación musical. A los 11 años, Phillips cambió su nombre a "Madesin" (una transliteración del francés médecin ) en honor a su hermano mayor, que estudiaba medicina en París y que pronto se convirtió en médico. Usó Madesin como nombre el resto de su vida. Phillips completó a los 18 años su formación en el instituto con las calificaciones más altas (magna cum laude).

## Carrera universitaria y jurídica
Phillips pasó entonces al Woman's College of Baltimore (ahora llamado Goucher College) una de las más prestigiosas universidades para mujeres en los Estados Unidos. Nuevamente, sus estudios incluyeron la música, pues en ese momento la joven deseaba convertirse en concertista de piano. Estudió con entusiasmo y participó en actividades extracurriculares hasta que enfermó de agotamiento. Pero mientras se recuperaba en Kentucky, se cayó y se lesionó un brazo, razón por la cual tuvo que abandonar la universidad y dejar de interpretar música durante un período prolongado de tiempo. 
Mientras se recuperaba completamente y reencaminaba su vida, comenzó a trabajar en la misma institución donde había estudiado de niña, el Jessamine Female Institute, enseñando música a cambio de un salario de 500 dólares al año.
La influencia de su padre y su interés por la política y la economía hicieron que, a su regreso a la universidad, Phillips decidiera seguir estudios de leyes. En esta ocasión, el centro elegido fue la Universidad de Kentucky, a la que acudía recorriendo diariamente las doce millas que separaban el campus universitario de la residencia familiar en Nicholasville. Mientras avanzaba en sus estudios, ayudó a su padre a mantener su imagen pública y comenzó a involucrarse en la política local. 
Aunque en la facultad de derecho encontró cierta resistencia como estudiante femenina, Phillips terminó la carrera en 1917. Fue la primera mujer en graduarse con todos los honores y obtuvo las calificaciones más altas de toda su clase. En Nicholasville abrió su primer despacho.

## Organizaciones de mujeres

### Estados Unidos
Phillips viajó a la ciudad de Nueva York como abogada de la Asociación Cristiana de Mujeres Jóvenes (YWCA) para atender a las tareas como secretaria de su Consejo Nacional de Trabajo de Guerra. Esa experiencia avivó su interés por el asociacionismo femenino y e inició una serie de movimientos para unir a mujeres empresarias de Estados Unidos. Así, ayudó a dirigir el Comité Nacional de Mujeres Empresarias, formando una organización permanente una vez terminada la Primera Guerra Mundial. En julio de 1919 y tras asistir a una convención en St. Louis, Misuri, fundó la Federación Nacional de Clubes de Mujeres Empresarias y Profesionales de los Estados Unidos (NFBPWC por sus siglas en inglés).En 1920 ayudó a fundar la revista de la federación, Mujer Independiente.
Continuó sus estudios en la Universidad de Nueva York donde, en 1923, completó un máster en derecho. Inició entonces la práctica privada del derecho en esa misma ciudad.
Phillips fue presidenta de la NFBPWC de 1926 a 1929.Desde ese puesto, la activista promovió la igualdad de las mujeres y puso especial énfasis en la paridad económica entre hombres y mujeres en el ámbito empresarial. También trabajó para reducir o al menos regular el trabajo infantil y dar un apoyo importante a la paz internacional.
En 1930, la NFBPWC aprobó la Enmienda de Igualdad de Derechos que tuvo como objetivo reformular la carta magna de su país para terminar con las distinciones legales entre hombres y mujeres. 
Para ampliar la visibilidad de la organización y su poder en diferentes ámbitos, Phillips realizó una gira por todo el país dando discursos sobre los objetivos del club en diferentes ciudades: Kansas City, Colorado, Santa Fe, Nuevo México y Los Ángeles. Esta dura agenda la debilitó físicamente, circunstancia que se repetiría en varias ocasiones durante su vida.
Publicó con frecuencia artículos y diversos opúsculos sobre las cuestiones que defendía su asociación y mantuvo un frecuente diálogo sobre esos mismos temas tanto con grupos de hombres como de mujeres. 
Dejó la práctica jurídica en 1935, fecha a partir de la cual Phillips trabajó como columnista y editora asistente de Pictorial Review. Ese fue su trabajo entre 1935 a 1939, unos años marcados en su país por la Gran Depresión.

### Periplo internacional
Phillips se embarcó en diversas giras por Europa entre 1928 y 1929 para llegar a una audiencia internacional. El primer viaje que realizó con colegas incluyó paradas en Inglaterra, Francia, Bélgica, Países Bajos, Alemania, Suiza e Italia para reunirse con mujeres de negocios y profesionales así como para promover la creación de clubes en sus países. Phillips regresó a Ginebra (Suiza), donde el 26 de agosto de 1930 se fundó la Federación Internacional de Mujeres Empresarias y Profesionales (IFBPW) por sus siglas en inglés). Lena Madesin Phillips fue elegida presidenta fundadora de la Federación, cargo que ocupó hasta 1947. Phillips creía que lograr la igualdad económica permitiría a las mujeres lograr la igualdad en los aspectos educativos, sociales y políticos de la sociedad. Resumía sus motivos para la acción con esta frase: "...si nuestro motivo es correcto, si tenemos fe, visión y coraje, el logro debe llegar".
En las décadas siguientes, Phillips realizó muchos viajes a Europa para impulsar los diversos clubes hasta el final de su vida en 1955.

## Vida personal
Phillips mantuvo una relación durante 36 años con Marjory Lacey-Baker, una dramaturga estadounidense a la que conoció en 1919 y a quien describiría como "la mujer con la que comparto mi hogar".Baker fue actriz de Provincetown Players,y también escribió la obra In the Light. En ese momento, Phillips asistió a un concurso donde actuaba Lacey-Baker.
Según la historiadora Jacqueline Castledine, Phillips y Lacey-Baker "operaban en un mundo de mujeres reformadoras social y políticamente comprometidas, algunas de las cuales también vivían en una relación entre personas del mismo sexo". Debido a su relación, la biógrafa Lisa Sergio dedicó su libro sobre Phillips, A Measure Filled (1972), a Lacey-Baker.Lacey-Baker murió el 11 de marzo de 1971.

## Muerte y legado
Phillips trabajó como activista hasta el final de su vida. Murió en Marsella, Francia, mientras se dirigía a Oriente Medio para un encuentro con mujeres árabes. Su cuerpo fue devuelto al condado de Jessamine, Kentucky y fue enterrada en el cementerio Maple Grove en Nicholasville.
Dejó un manuscrito inacabado para su autobiografía. La escritora Sergio se basó en él para la biografía que escribió en 1972 sobre la activista feminista. Los artículos recopilados de Phillips, de 1881 a 1955, se conservan en la Biblioteca Schlesinger del Instituto Radcliffe de la Universidad de Harvard.